# حميمق مدغشقر
حميمق مدغشقر (الاسم العلمي:  Buteo brachypterus) هو طائر جارح متوطن في مدغشقر. ينتمي هذا الطير لجنس طيور الحميمق التي تشكل جزء من طيور الفصيلة البازية التي تعتبر واسعة الانتشار.

## الوصف
حميمق مدغشقر هو حميمق الذي يعتبر طير نموذجي من العالم القديم، يظهر هذا الحميمق الكثير من التنوع في ريشه والذي يشبه الحميمق المألوف الذي يتواجد في المناطق القطبية الشمالية القديمة وحميمق الغابات [الإنجليزية] في إفريقيا. لدى هذا الحميمق رأس لونه رمادي غامق، ورصع أبيض على الصدر، البطن والفخذين يكون لونهما أبيض وضرب من اللون البني كما وانهما مرقطين باللون البني. الذيل ملون بمقاطع بنية-سوداء عريضة. المنقار لونه اسود والمنطقة التي تكون عند قاعدة المنقار لونها ازرق-رمادي، العيون لونها اصفر والساقين والقدمين لونهما أصفر شاحب.  

## توزيعه ومسكنه
هذا الحميمق متوطن وشائع في مدغشقر، باستثناء الهضبة الوسطى التي أزيلت منها الغابات حيث يعتبر تواجده هناك أقل شيوعًا. يوجد بعض الدلائل على أن عدد افراد هذه الطيور تزداد مع تجزئة الغابات. 
تظهر طيور حميمق مدغشقر قابلية للتكيف مع بيئتها ومسكنها وتتواجد في مجموعة واسعة ومتنوعة من الموائل؛ حيث يشملك ذلك الغابات والاراضي الغابية المفتوحة والغابات الثانوية التي تكون في طور مراحل التجدد.  يمكن العثور على هذه الطيور أيضًا على سفوح التلال الصخرية حيث يصل الارتفاع الذي من الممكن ان تتواجد به إلى حتى ما يقارب ال 2300 متر فوق مستوى سطح البحر.  على الرغم من أن هذا الطير قابل للتكيف إلى حد كبير؛ إلا أن تواجده لا يزال أقل شيوعًا في الهضبة الوسطى التي تم إزالتها. 

## عادات
موسم التكاثر لدى طيور حميمق مدغشقر يمتد من شهر يوليو إلى شهر نوفمبر، وتبني هذه الطيور اعشاشها على اغصان الاشجار المتفرعة، أو على شجرة النخيل أو على حافة هاوية ما، حيث تبنيه من العصي وتصففه ببطانة من الأوراق الحديثة من الشجر . يتكون العش عادة من 1-2 بيضة، ولا تضعها الأنثى بنفس الوقت ولكنها تبدأ في الحضانة بمجرد ات تم وضع البيضة الأولى. بمجرد أن يتفقس البيض؛ يقوم الفرخ الأكبر سناً بقتل الفرخ الأصغر سنًا، ونادراً ما يتم تربية فرخين لجيل البلوغ. تدوم فترة الحضانة من مدة 4 إلى مدة 5 أسابيع وتدوم فترة بلوغ الفراخ من 6 إلى 7 أسابيع.  
هذا النوع من الطيور هو صياد انتهازي، حيث يقوم باصطياد مجموعة واسعة من الفرائس التي تشمل الثدييات الصغيرة والطيور والسحالي والثعابين والضفادع والسرطان البري الأرضي وغيرها من المفصليات الكبيرة.  بالإضافة إلى ذلك؛ لاحظ العلماء الذين يراقبون سلوك الليمور - الليمور المطوق تحديدا - وحيوانات سيفاكا فيروي، بأن هذه الحيوانات تقوم بإطلاق اصوات إنذار عند رؤية أحد طيور حميمق مدغشقر، مما يشير إلى أنها قد تكون أحيانًا فريسة لهذه الطيور أيضًا. 

## صور

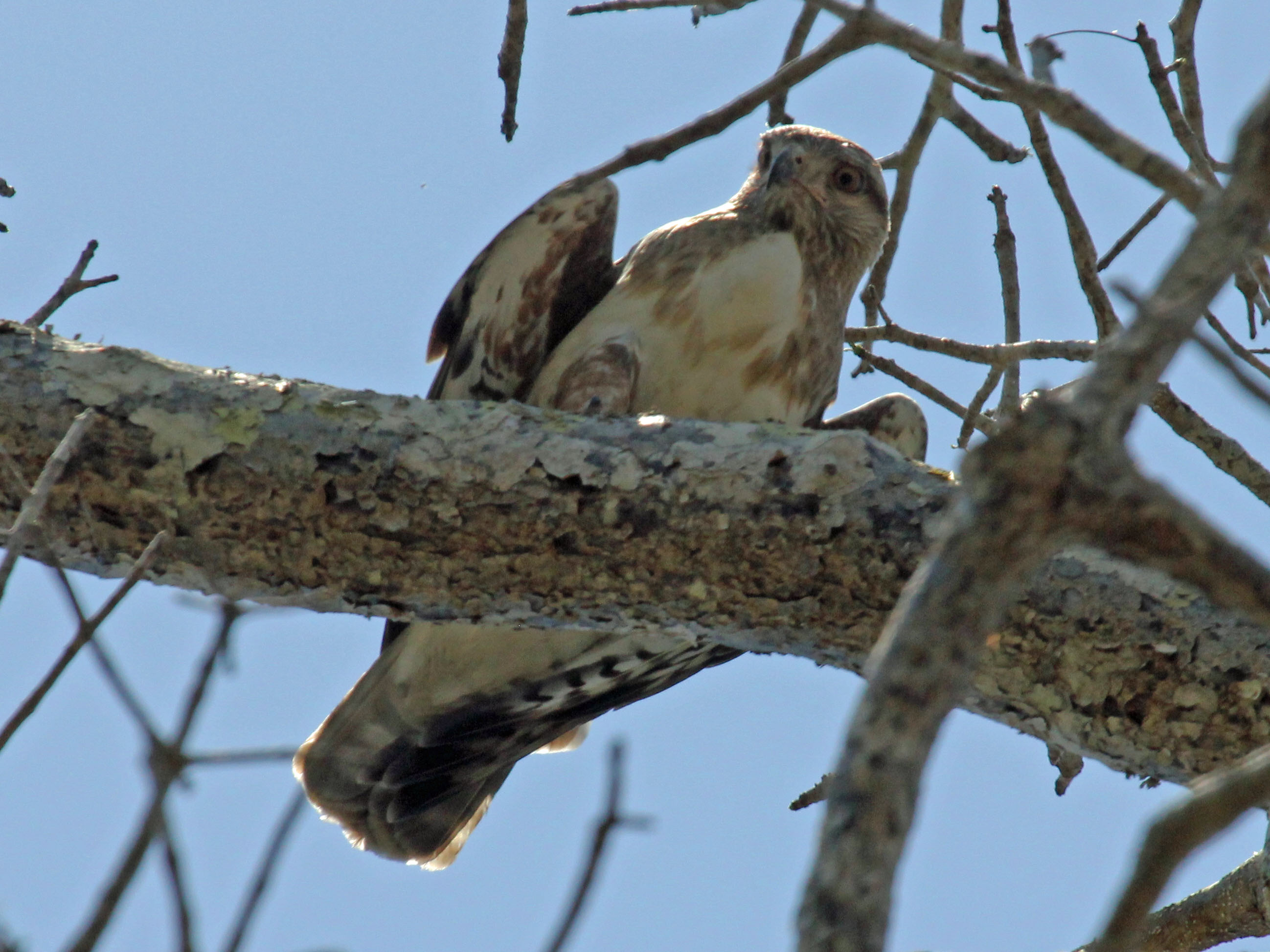
غابة كيريندي ، مدغشقر